# マイルズ マーチネット
マイルズ マーチネット
- 用途：標的曳航機
- 製造者：マイルズ航空機
- 運用者： イギリス（イギリス空軍、イギリス海軍航空隊）
- 初飛行：1942年4月24日
- 生産数：1,724機
- 生産開始：1942年

マイルズ マーチネット （Miles Martinet）は、第二次世界大戦中にイギリス空軍とイギリス海軍で使用されたマイルズ社製の標的曳航機である。当時大量生産されていたマスター練習機の部品を流用した機体で、外観もよく似ていた。イギリス軍用機としては初めての標的曳航専用機であった。1942年4月に初飛行し、1,724機生産された。

## 派生型
M.25 マーチネット
標的曳航機型。1724機生産。イギリス空軍および海軍での制式名はマーチネット TT.Mk I。
M.37 マーチネット・トレーナー
複座練習機型。2機のみ製造。
M.50 クイーン・マーチネット
無線操縦の無人標的機型。69機製造され、また17機がM.25マーチネットから改造された。

## スペック
- 全幅: 11.89 m
- 全長: 9.42 m
- 全高: 3.53 m
- 機体重量: 2,090 kg
- エンジン: ブリストル　マーキュリー20 空冷エンジン （870hp）
- 最大速度: 386 km/h
- 航続距離: 1,117 km
- 武装：なし
- 乗員: 2名